# Kantatie 69
Pour les articles homonymes, voir Route 69.
La route principale 69 (en finnois : Kantatie 69) est une route principale allant de Äänekoski à Suonenjoki en Finlande.

## Description
La route principale 69 relie la route nationale 4 et la route nationale 9 entre Hirvaskangas et Suonenjoki.

## Parcours
La route parcourt les municipalités suivantes :
- Äänekoski
- Laukaa
- Konnevesi
- Rautalampi
- Suonenjoki